# Misterio de Samotracia
El misterio de Samotracia, como religión, fue uno de los más importantes de la Grecia antigua, el cual adquirió especial relieve en época helenística.
El mundo griego fue escenario de una notable floración de religiones mistéricas, especialmente en época helenística. Muchas de ellas procedían de Oriente, pero hubo misterios de origen griego que en un principio habrían constituido la religión de una ciudad o santuario, para convertirse con el tiempo en una secta más o menos accesible. Existe una evidente afinidad entre la naturaleza de las religiones mistéricas y el carácter telúrico de la religión prehelénica, anterior a la llegada de gentes indoeuropeas a suelo griego, con su religión luminosa del cielo, de la luz, de la distancia. Es de notar que los rasgos fundamentales de aquella religión indígena de lo próximo, de la Tierra Madre y de lo ultraterreno, perduran casi siempre con más fuerza que la religión nacional y lo hacen en forma de misterios, en los que el individuo encuentra un sistema de dogmas y esperanza, y en definitiva, un cauce a sus necesidades espirituales.
A juzgar por las inscripciones encontradas en la isla de Samotracia, predominaban los lacedemonios entre los iniciandos y, en efecto, parece ser que los misterios de Samotracia estuvieron vinculados a la oposición política de Atenas, ciudad afín, en cambio, a los misterios de Eleusis. Oposición que si en un momento determinado había sido Esparta, fue más tarde Macedonia. Cuenta Plutarco (Vidas paralelas, Alex., 2) que Filipo II de Macedonia marchó a Samotracia con objeto de ser iniciado en los misterios y coincidió allí con una princesa epirota llegada con la misma intención; y que este encuentro fue el precedente de su boda. Sea o no verídica la anécdota, no deja de ser sintomática. Y no hay que olvidar, por otra parte, el interés de Filipo por sustraer Samotracia a la esfera política ateniense. Alejandro Magno siguió en este sentido la actitud de su padre, mostrándose devoto de estos misterios que, con sus conquistas, alcanzaron notable difusión en el mundo helenístico. Bajo el imperio romano el ascendiente de Samotracia y sus misterios no experimentó descenso alguno.
Los dioses de los misterios de Samotracia son los llamados Cabiros y se sitúan en el ámbito de la religión de la Tracia, región donde pueden detectarse una serie de elementos agrarios y telúricos de fondo naturalístico que trasplantados al ambiente cerrado de las islas habrían determinado el carácter mistérico de los mismos. En ellos es característica la presencia de una pareja divina acompañada de un dios-hijo y el consiguiente cortejo de genios homónimos. Estos mismos elementos también aparecen, por lo demás, en las islas adyacentes a la costa tracia y vecinas de Samotracia: Lemnos, Imbros y Tasos.
Si oscuro es el contenido de la religión cabírica, no lo es menos el origen y naturaleza de estos dioses Cabiros. Aunque su santuario principal estaba en Samotracia, fueron adorados incluso en Egipto (concretamente en Menfis, según Heródoto 11,51). Las explicaciones de los mitógrafos son diversas. Según Acusilao, su origen se remonta al dios Hefesto, el cual, unido a Cabiro, habría engendrado a Casmilos, padre a su vez de los tres Cabiros. Entre otras versiones diferentes, es de destacar la de Mnásea de Patras, un escritor del s. III a. C. Según su testimonio (transmitido por un escolio a las Argonáuticas de Apolonio de Rodas) los Cabiros eran cuatro: Axieros, Axiocersa, Axiocersos y Casmilos, identificados con Deméter, Perséfone, Hades y Hermes respectivamente y a veces, entre los romanos, con Júpiter, Mercurio, Juno y Minerva. Según esta versión, que nada nos dice de su genealogía, Cabiros sólo sería un nombre convencional de las divinidades invocadas. Los mitos referentes a estas divinidades son escasos. Como componentes del cortejo de Rea se decía que habían asistido al nacimiento de Zeus sobre la acrópolis de Pérgamo.
En definitiva, pocos datos seguros tenemos referentes a estos misterios. Como rasgo específico de los mismos señala Álvarez de Miranda el hecho de que se ofrecía a los criminales una posibilidad de absolución, de purificación (en Eleusis, por el contrario, se les rechazaba) y que esta ceremonia asumía la forma ritual de una confesión, hecho excepcional en la religión griega y frecuente, en cambio, en la religiosidad antigua.